# Pralesničkovití
Pralesničkovití (Dendrobatidae) je čeleď malých pestrých jedovatých žab žijících ve středo a jihoamerických pralesích. Obecně se jim říká pralesničky nebo šípové žáby. Indiáni kmene Embera (Čokó) v severozápadní Kolumbii totiž chytali pralesničku strašnou a některé příbuzné druhy z rodu Phyllobates a jejich jedovatým kožním sekretem natírali šípy.  Takto otrávenými šípy a foukačkovými šipkami pak zabíjeli zvířata včetně jaguárů. Valná většina druhů pralesniček však má jed podstatně slabší a k podobným účelům se proto nehodí.

## Popis
Žijí v tropických pralesích Střední a Jižní Ameriky. Většina druhů pobývá na zemi, případně v pralesním podrostu několik metrů nad zemí, některé druhy v korunách stromů. Dosahují délky 1 až 6 cm, jsou štíhlé a pestře zbarvené, což upozorňuje na jejich jedovatost. Zbarvení a vzorování se liší u různých druhů, nemusí být stejné i v rámci jednoho druhu. Na špičkách prstů předních nohou mají malé polštářky sloužící jako přísavky. 
Všechny pralesničky jsou jedovaté, ale jed většiny druhů není pro člověka nebezpečný. Člověku nebezpečné jsou pouze dva nejjedovatější druhy: patří žlutě zbarvená pralesnička strašná (Phyllobates terribils) a podobná pralesnička dvoubarvá (Phyllobates bicolor), která se od ní liší černýma nohama. Uvádí se, že jed z jedné žáby aplikovaný injekčně může usmrtit až tisíc myší. Oba druhy se vyskytují v západní Kolumbii a zdejší Indiáni z kmne Embera jejich jedem natírají šípy k lovu, z toho pochází starší označení celé skupiny – šípové žáby. Jed pralesničky barvířské používali někteří amazonští Indiáni, zejména Tupinambové, k přebarvování peří papoušků. Pokud se ranky po vytrhaných perech potřou silně zředěným jedem, naroste ptákovi oranžové nebo žluté peří namísto zeleného. Tato technika se označuje jako tapiragé.[zdroj?]

## Podřízené taxony
- Colostethinae (podčeleď)
  - Ameerega Bauer, 1986
  - Colostethus Cope, 1866
  - Epipedobates Myers, 1987
  - Silverstoneia Grant et al., 2006
- Dendrobatinae (podčeleď)
  - Adelphobates Grant et al., 2006
  - Dendrobates Wagler, 1830
  - Excidobates Twomey & Brown, 2008
  - Minyobates Myers, 1987
  - Oophaga Bauer, 1994
  - Phyllobates Duméril & Bibron, 1841
  - Ranitomeya Bauer, 1986
- Hyloxalinae (podčeleď)
  - Hyloxalus Jiménez de la Espada, 1870

## Zajímavosti
Pralesničky jsou často chovány také v zoo. V Zoo Praha se v letech 2019 a 2020 konaly krátkodobé (dvouměsíční) výstavy těchto žab, a to v Gočárových domcích, v tzv. Galerii Gočár. Obě výstavy byly v Česku unikátní. Každá z nich totiž představila na 30 taxonů a barevných forem, přičemž taková kolekce nebyla do té doby v Česku veřejně vystavena.

## Galerie

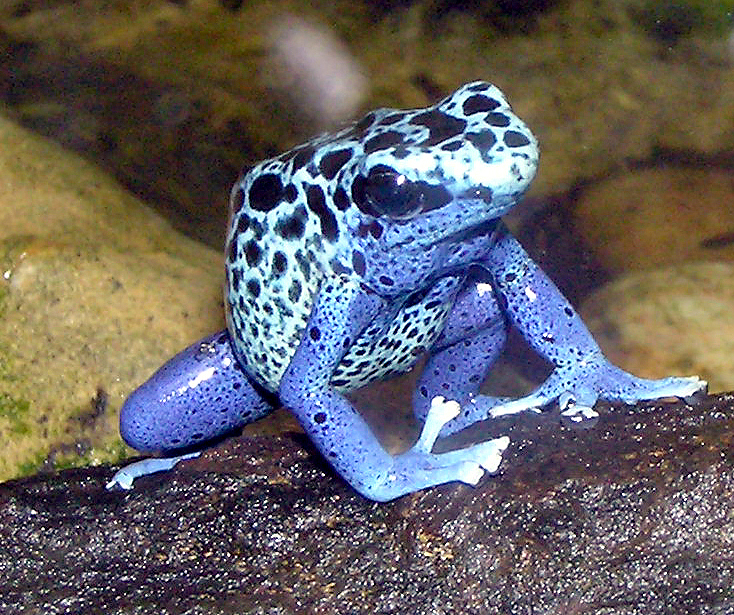
pralesnička azurová
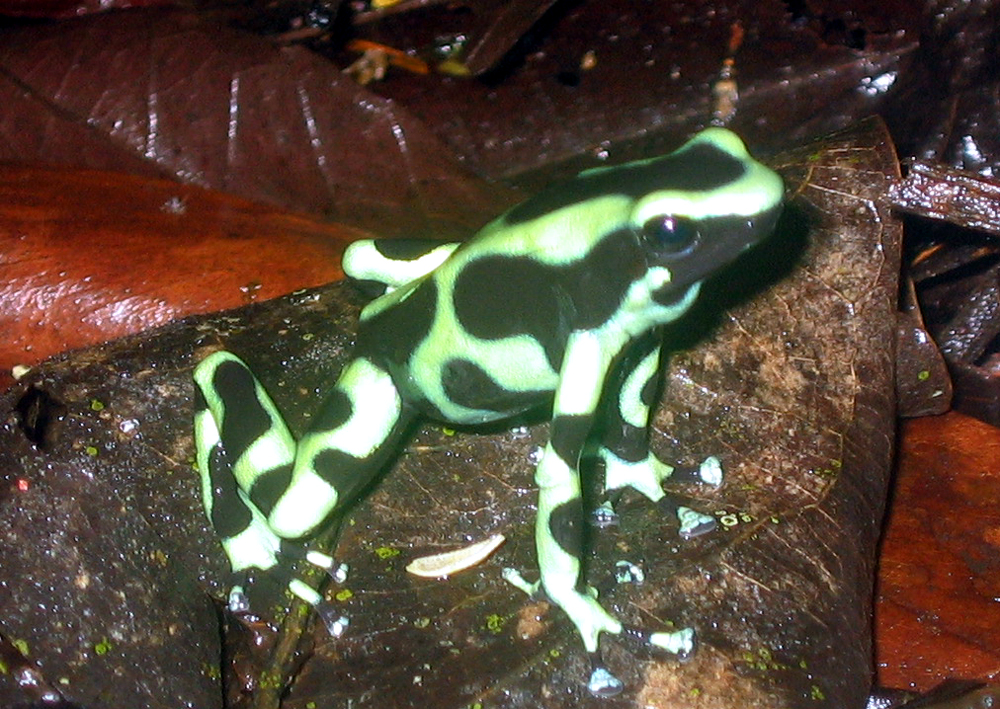
pralesnička batiková
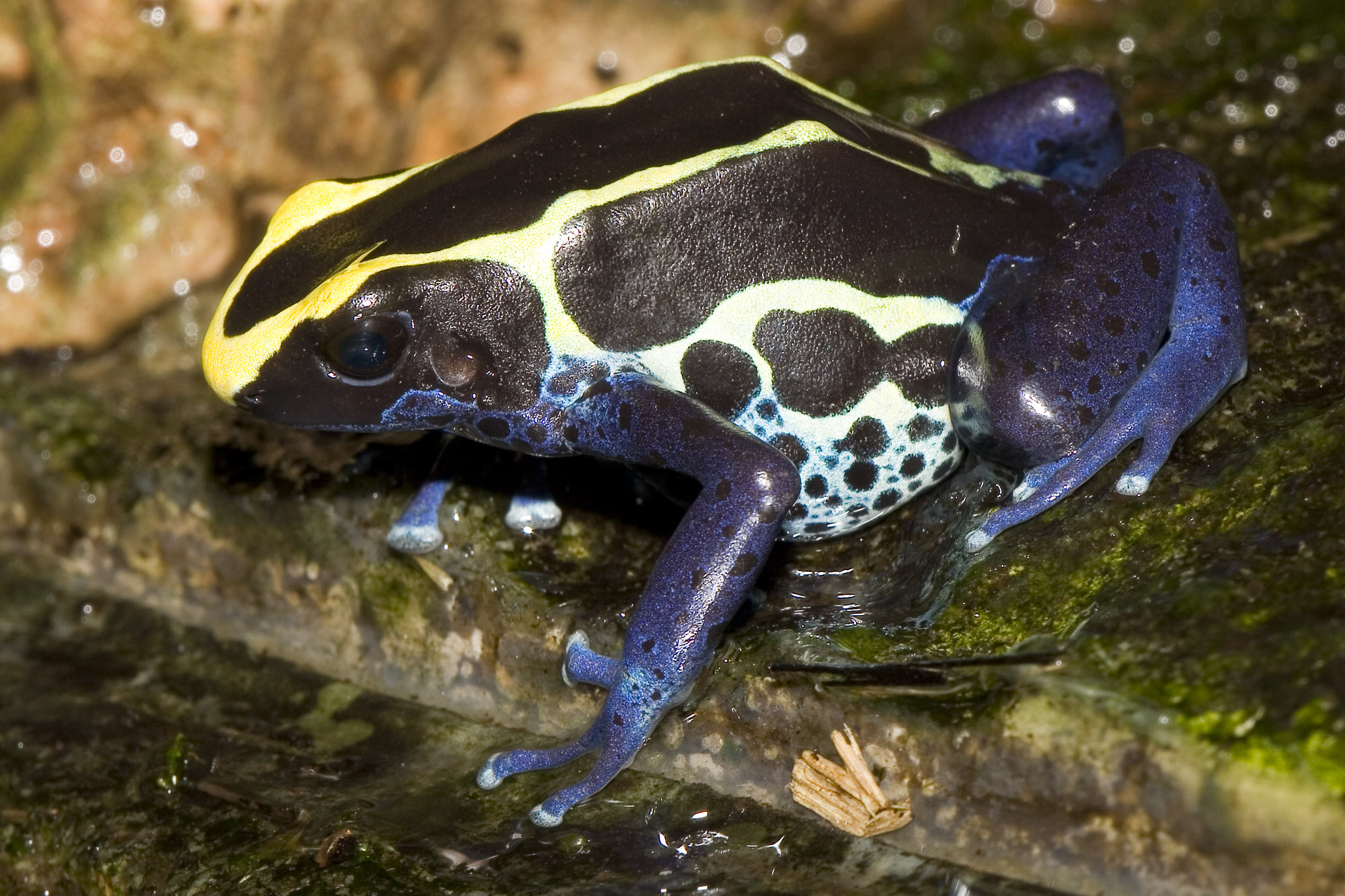
pralesnička barvířská
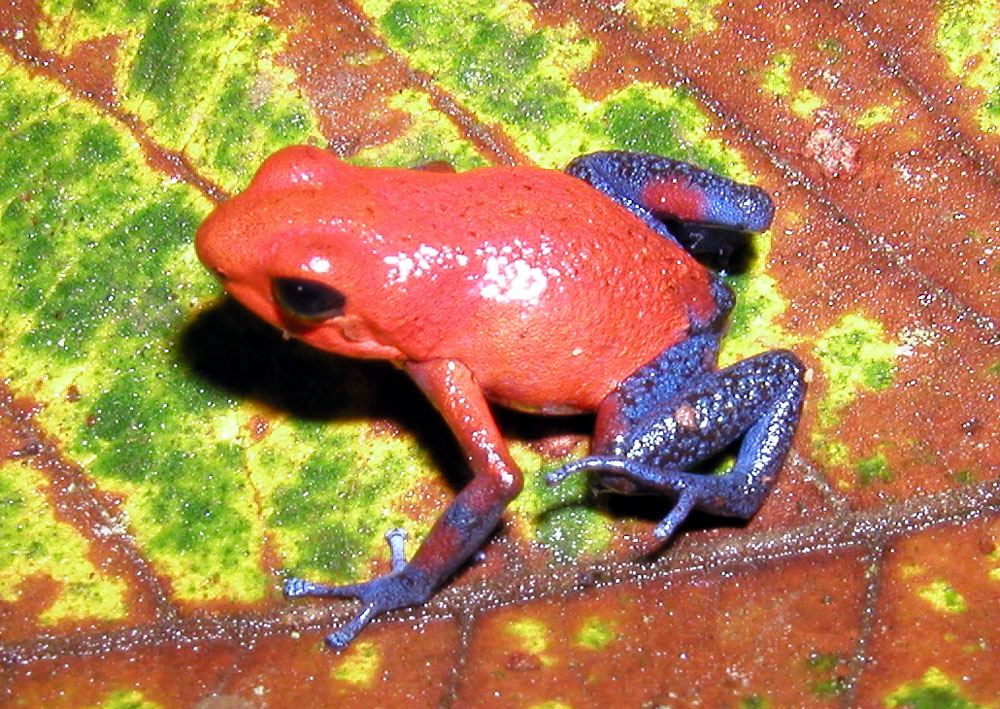
pralesnička drobná
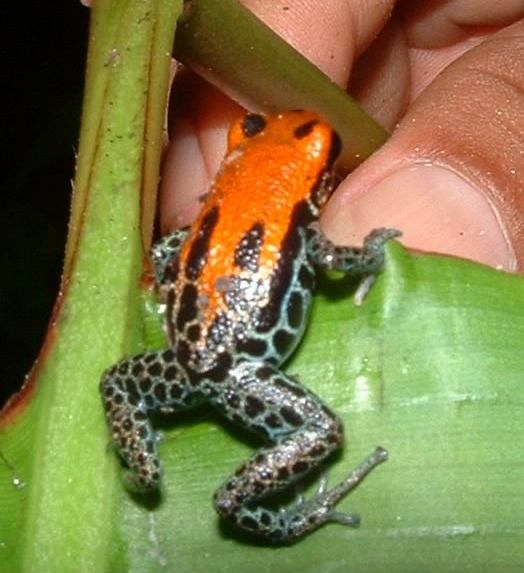
pralesnička síťkovaná
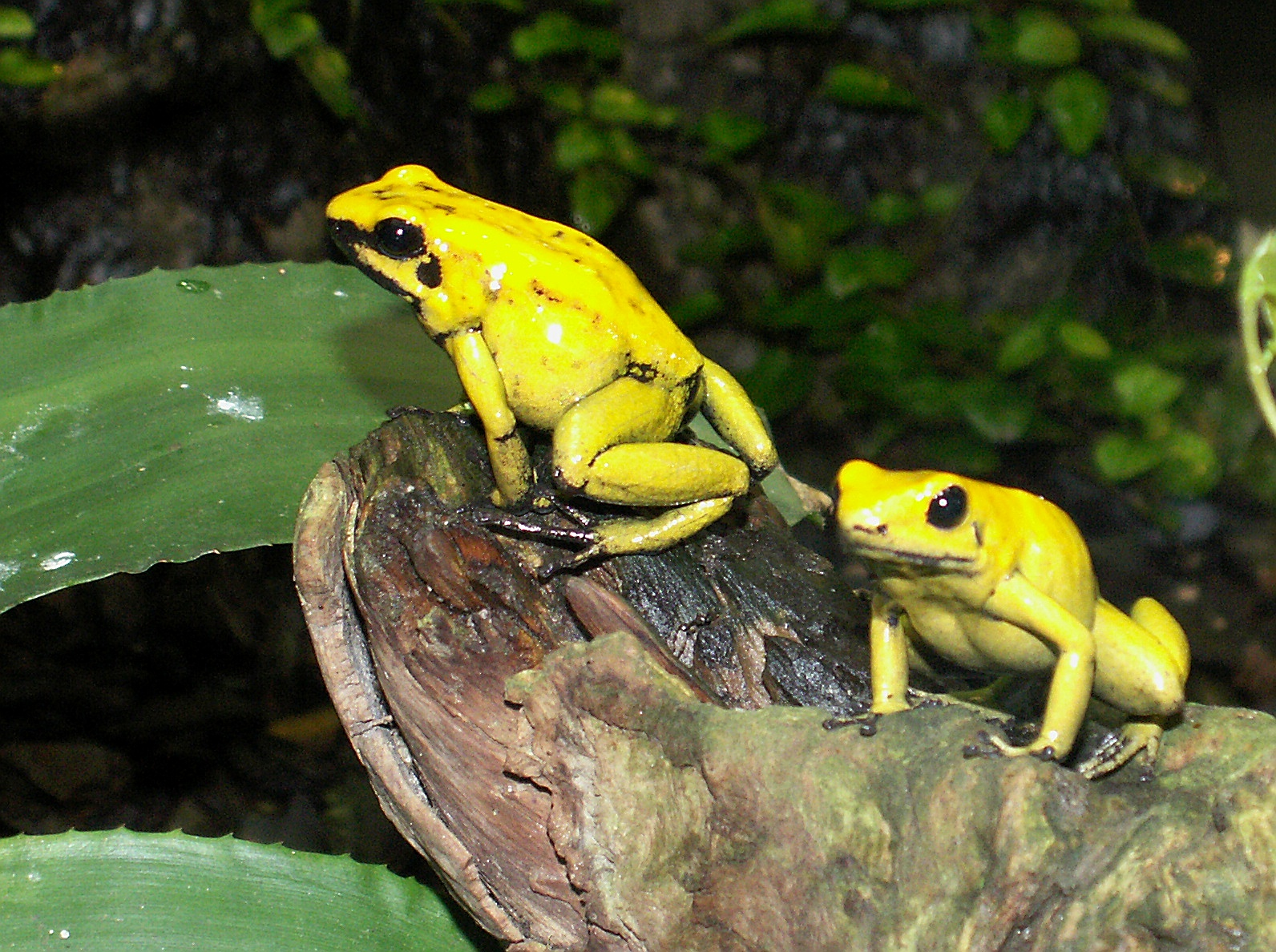
pralesnička strašná
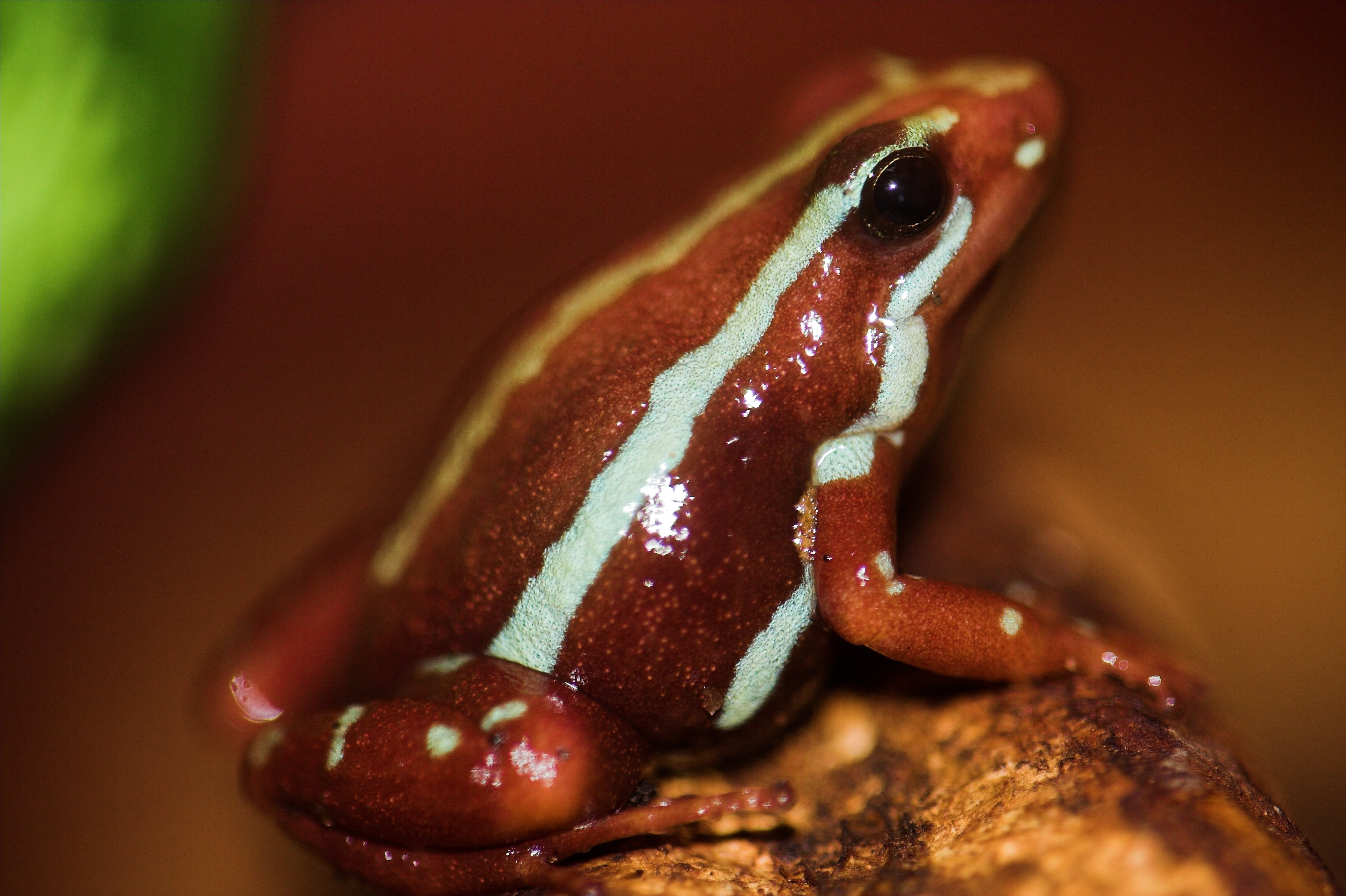
pralesnička tříbarvá